# The Tuxedo
The Tuxedo, titulada  El esmoquin en España y en Hispanoamérica, es una película cómica estrenada el 27 de septiembre de 2002 en Estados Unidos y el 5 de diciembre del mismo año en España. Está protagonizada por Jackie Chan y Jennifer Love Hewitt, dirigida por Kevin Donovan.

## Argumento
Jimmy Tong (Jackie Chan) es un taxista que ha pasado de dicha profesión a ser chófer. Deberá aprender muy pronto que a la hora de trabajar para el millonario playboy Clark Devlin (Jason Isaacs) sólo existe una importantísima norma: jamás se debe tocar el esmoquin, el traje de etiqueta que tanto aprecia Devlin. Sin embargo, cuando éste queda temporalmente fuera de combate al sufrir un golpe en la cabeza tras una explosión, Jimmy se pone el esmoquin y descubre que es un traje extraordinario que convierte al que se lo pone en un experto en artes marciales, como si fuera un cinturón negro. Jimmy se ve sorprendentemente sumergido en el peligroso mundo del espionaje junto con una novata e inexperta compañera llamada Del Blaine (Jennifer Love Hewitt). Jimmy se convertirá en un elegante y peligroso agente secreto.

## Reparto
| Personaje                   | Actor original       | Actor de doblaje    |
| --------------------------- | -------------------- | ------------------- |
| Jimmy Tong                  | Jackie Chan          | Arturo Mercado      |
| Del Blaine                  | Jennifer Love Hewitt | Cristina Hernández  |
| Clark Devlin                | Jason Isaacs         | Enrique Mederos     |
| Dietrich Banning            | Ritchie Coster       | Carlos Segundo      |
| Steena                      | Debi Mazar           | Rebeca Patiño       |
| Dr. Simms                   | Peter Stormare       | Jesse Conde         |
| Cheryl                      | Mia Cottet           | Gaby Willer         |
| Winton Chalmers             | Bob Balaban          | Humberto Vélez      |
| Lundeen                     | Paul Bates           | Javier Rivero       |
| Rogers                      | Daniel Kash          | Herman López        |
| Mitch                       | Romany Malco         | Alfonso Obregón     |
| Vic                         | Boyd Banks           | Esteban Desco       |
| Inversionista Frank Rollins | Ron Gabriel          | Francisco Colmenero |
| Agente Wallace              | Scott Wickware       | Germán Fabregat     |
| Doctora                     | Kim Roberts          | Elena Ramírez       |
| Vendedora                   | Phoenix Gonzales     | Jessica Ortiz       |
| Mujer en hotel              | Cecile Cristóbal     | Ángeles Bravo       |
| Limpiador Doran             | Craig Eldridge       | Benjamín Rivera     |
| James Brown                 | James Brown          | Blas García         |
| Chica de la comida rápida   | Jordan Madley        | Christine Byrd      |

## Recepción y crítica
Según la página de Internet Rotten Tomatoes obtuvo un 22% de comentarios positivos, llegando a la siguiente conclusión: "Chan está tan carismático como siempre, pero sus encantos están desperdiciados bajo efectos especiales y un mal guion". Destacar el comentario del crítico cinematográfico Michael Dequina: 

"¿Jackie Chan y Chris Tucker? Genial. ¿Jackie Chan y Owen Wilson? Bueno. ¿Jackie Chan y Jennifer Love Hewitt? ¿pero qué c**o?.
Michael Dequina.

En el Chicago Sun-Times, Roger Ebert comentó que la película "Es tonta más allá de la comprensión y que aún si no fuera tonta, aún estaría más allá de la comprensión", pero agregó que la película tiene sus buenos momentos, y le otorgó una estrella y media fuera de cuatro.
Según la página de Internet Metacritic obtuvo críticas negativas, con un 30%, basado en 27 comentarios de los cuales 2 son positivos. Recaudó 50 millones de dólares en Estados Unidos. Sumando las recaudaciones internacionales la cifra asciende a 104 millones. El presupuesto invertido en la producción fue de 60 millones.

## Localizaciones
The Tuxedo se rodó entre el 10 de septiembre de 2001 y enero de 2002, en diversas localizaciones de Canadá, destacando la población de Ontario y el Parkwood State.

## DVD
The Tuxedo salió a la venta el 25 de febrero de 2003 en Estados Unidos, en formato DVD. El disco contiene menús interactivos, acceso directo a escenas, subtítulos y audio en múltiples idiomas, tomas falsas, escenas eliminadas, documentales,  making of y tráiler cinematográfico. En España salió a la venta el 6 de julio de 2006.